# Liste der thebanischen Gräber

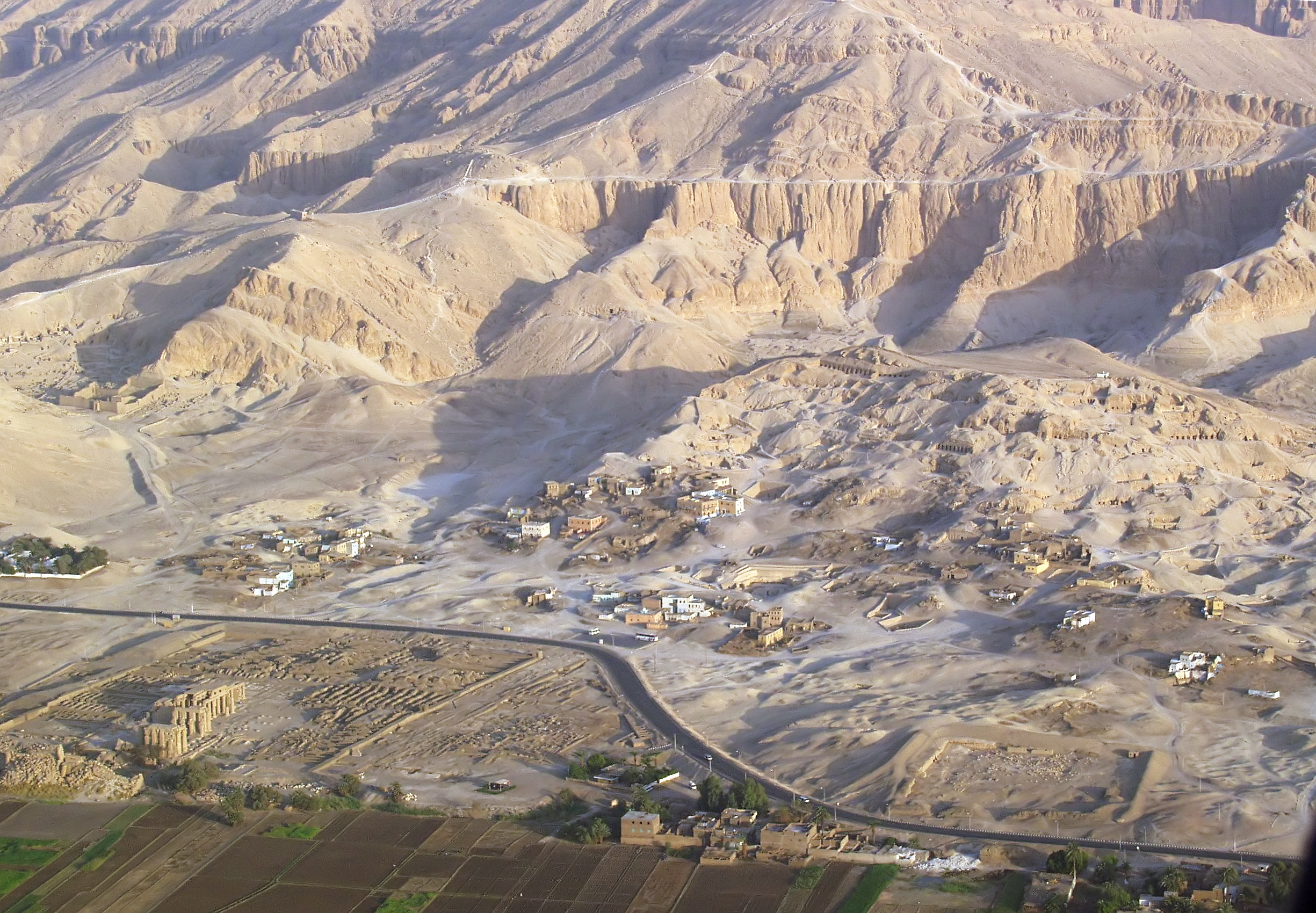
Blick über die thebanische Nekropole

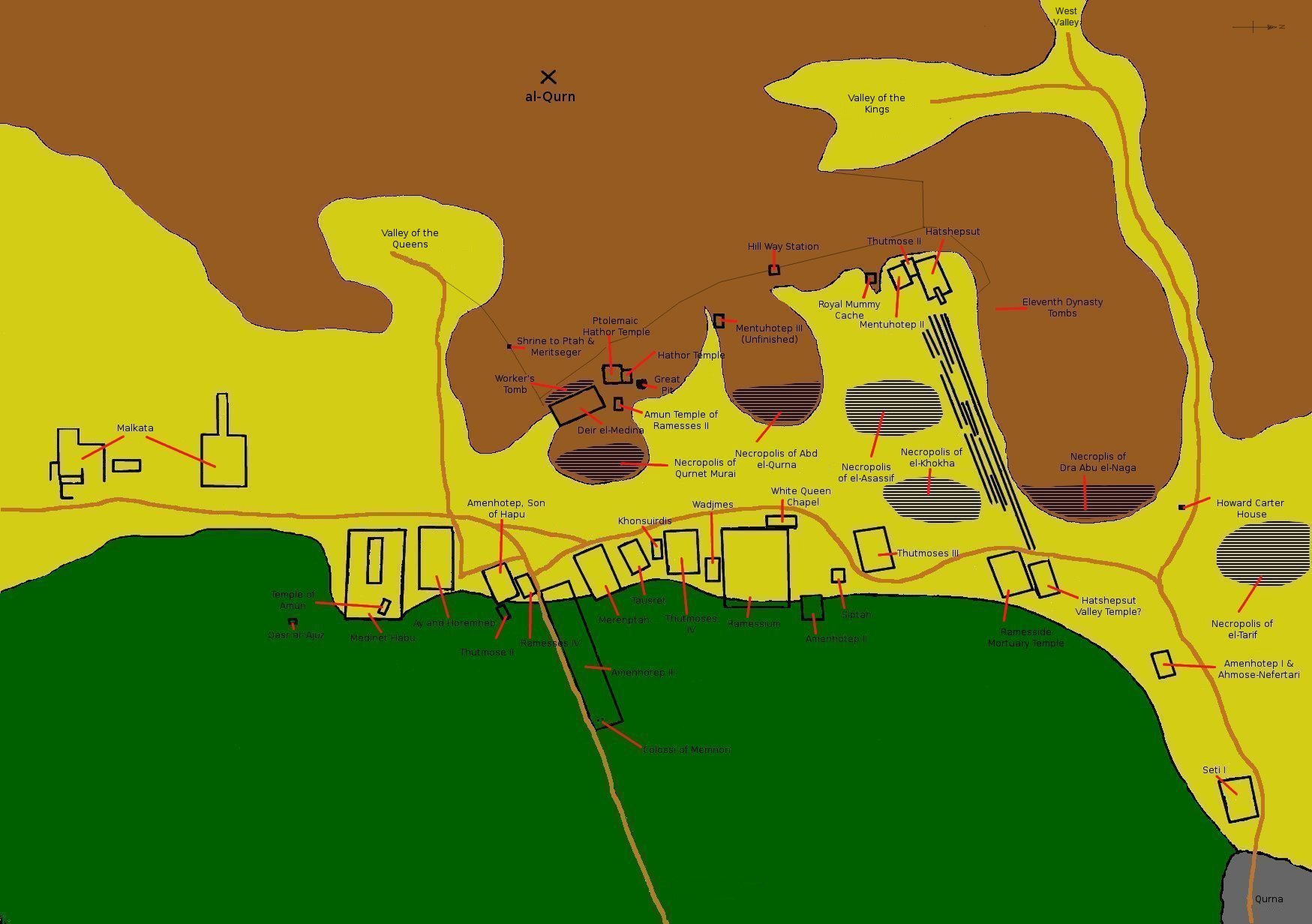
Karte der thebanischen Nekropole

Bei den sogenannten thebanischen Gräbern handelt es sich um mehrere hundert Privatgräber und Grabkapellen, die in Theben-West in Ägypten zwischen dem Tal der Könige und dem Tal der Königinnen liegen. Das Gesamtareal gliedert sich in verschiedene Nekropolen: Dra Abu el-Naga, el-Chocha, al-Asasif, Deir el-Bahari, Scheich Abd el-Qurna, Qurnet Murrai und Deir el-Medina.
Im engeren Sinne werden unter den thebanischen Gräbern die größeren und dekorierten Beamtengräber oder Gräber der Noblen verstanden. Die Nummerierung dieser 415 Gräber beginnt mit TT, was für die englische Bezeichnung Theban Tomb steht. Hinzu kommen noch etwa 50 Gräber, die in älteren Publikationen beschrieben wurden, deren genaue Lage aber nicht mehr bekannt ist. Diese Gräber sind nach ihren jeweiligen Nekropolen nummeriert (A für Dra Abu el-Naga, B für el-Chocha, C für Scheich Abd el-Qurna und D für Qurnet Murrai). Einige hundert kleinere oder undekorierte Gräber tragen keine TT-Nummer. Sie folgen oftmals eigenen Nummerierungen einzelner Ausgräber.
Die Grabanlagen in den Nekropolen stammen aus unterschiedlichen Epochen: Altes Reich, Mittleres Reich, Zweite Zwischenzeit, 18. bis 22. Dynastie und 25. bis 26. Dynastie. In den einzelnen Gräbern finden sich zum Teil sehr kunstvolle Wandmalereien, die exemplarisch für die altägyptische Kunst sind. Allerdings sind die meisten dieser Malereien heute in einem schlechten Zustand.

## Liste der Gräber
| Grab-Nr. | Grabinhaber                             | Titel | Datierung                                                               | Lage/Nekropole       | Anmerkungen |
| -------- | --------------------------------------- | --- | ----------------------------------------------------------------------- | -------------------- | --- |
| TT1      | Sennedjem                               | Diener an der Stätte der Wahrheit | 19. Dynastie (Sethos I., Ramses II.)                                    | Deir el-Medina       | Grab |
| TT2      | Chabechnet                              | Diener an der Stätte der Wahrheit | 19. Dynastie (Ramses II.)                                               | Deir el-Medina       | Grab |
| TT3      | Paschedu                                | Diener an der Stätte der Wahrheit | 19. oder 20. Dynastie                                                   | Deir el-Medina       | Grab |
| TT4      | Qen                                     | Bildhauer des Amun an der Stätte der Wahrheit | 19. Dynastie (Ramses II.)                                               | Deir el-Medina       | Grab |
| TT5      | Neferabet                               | Diener an der Stätte der Wahrheit | 19. oder 20. Dynastie                                                   | Deir el-Medina       | Grab |
| TT6      | Neferhotep und Nebnefer                 | Chef der Arbeiter an der Stätte der Wahrheit; Chef der Arbeiter an der Stätte der Wahrheit | 19. Dynastie (Ramses II.)                                               | Deir el-Medina       | Grab |
| TT7      | Ramose                                  | Schreiber an der Stätte der Wahrheit | 19. Dynastie (Ramses II.)                                               | Deir el-Medina       | Grab |
| TT8      | Cha                                     | Schreiber an der Stätte der Wahrheit | 18. Dynastie (Amenophis II., Thutmosis IV., Amenophis III.)             | Deir el-Medina       | Grab |
| TT9      | Amenmose                                | Diener an der Stätte der Wahrheit | 19. oder 20. Dynastie                                                   | Deir el-Medina       | Grab |
| TT10     | Penbuy und Kasa (Kes)                   | Diener an der Stätte der Wahrheit im Westen von Theben; Diener an der Stätte der Wahrheit | 19. Dynastie (Ramses II.)                                               | Deir el-Medina       | Grab |
| TT11     | Djehuti                                 | Schatzhausvorsteher | 18. Dynastie (Hatschepsut, Thutmosis III.)                              | Dra Abu el-Naga      | Grab |
| TT12     | Hery                                    | Aufseher des Kornspeichers der Königsgemahlin und Königsmutter Ahhotep | 18. Dynastie (Ahmose I., Amenophis I.?)                                 | Dra Abu el-Naga      | Grab |
| TT13     | Schury                                  | Chef der Kohlebeckenträger des Amun | 19. oder 20. Dynastie                                                   | Dra Abu el-Naga      | Grab |
| TT14     | Huy                                     | Wab-Priester des Amenophis, dem Bild des Amun | 19. oder 20. Dynastie                                                   | Dra Abu el-Naga      | Grab |
| TT15     | Tetiky                                  | Königssohn, Bürgermeister von Theben | frühe 18. Dynastie                                                      | Dra Abu el-Naga      | Grab |
| TT16     | Panehesy                                | Gottesdiener des Amun im Vorhof | 19. Dynastie (Ramses II.)                                               | Dra Abu el-Naga      | Grab |
| TT17     | Nebamun                                 | Schreiber und Arzt des Königs | 18. Dynastie (Amenophis II.?)                                           | Dra Abu el-Naga      | Grab |
| TT18     | Baki                                    | Oberster Diener der das Silber und Gold wiegt im Haus des Amun | 18. Dynastie (Thutmosis III. oder früher)                               | Dra Abu el-Naga      | Grab |
| TT19     | Amenmose                                | Oberster Gottesdiener des Amenophis im Vorhof | 19. Dynastie (Ramses I., Sethos I.?)                                    | Dra Abu el-Naga      | Grab |
| TT20     | Mentuherchepeschef                      | Bürgermeister von Tjebu | 18. Dynastie (Thutmosis III.)                                           | Dra Abu el-Naga      | Grab |
| TT21     | User                                    | Schreiber, Haushofmeister Thutmosis I. | 18. Dynastie (Thutmosis I.)                                             | Scheich Abd el-Qurna | Grab |
| TT22     | Wah und Meriamun                        | Königlicher Mundschenk; Ältester Königssohn | 18. Dynastie (Thutmosis III.?)                                          | Scheich Abd el-Qurna | Grab, ursprünglich nur für Wah erbaut und später teilweise von Meriamun usurpiert                                       |
| TT23     | Tjay                                    | Königssekretär | 19. Dynastie (Merenptah)                                                | Scheich Abd el-Qurna | Grab |
| TT24     | Nebamun                                 | Haushofmeister der Königsgemahlin Nebetu | 18. Dynastie (Thutmosis III.)                                           | Dra Abu el-Naga      | Grab |
| TT25     | Amenemheb                               | Erster Gottesdiener des Chons | 19. oder 20. Dynastie                                                   | al-Asasif            | Grab |
| TT26     | Chnumemheb                              | Schatzhausvorsteher im Ramesseum im Haus des Amun | 19. Dynastie (Ramses II.)                                               | al-Asasif            | Grab |
| TT27     | Scheschonq                              | Oberster Haushofmeisters des Gottesanbeters Anchnesneferibre | 26. Dynastie (Apries, Amasis?)                                          | al-Asasif            | Grab |
| TT28     | Hori                                    | Stellvertretender Leiter des Hauses des Amun | 19. oder 20. Dynastie                                                   | al-Asasif            | Grab |
| TT29     | Amenemipet                              | Bürgermeister von Theben, Wesir | 18. Dynastie (Amenophis II.)                                            | Scheich Abd el-Qurna | Grab |
| TT30     | Chnummose                               | Schreiber des Schatzhauses des Hauses des Amun | 19. oder 20. Dynastie                                                   | Scheich Abd el-Qurna | Grab |
| TT31     | Chons, genannt Ta                       | Erster Gottesdiener Thutmosis’ III. | 19. Dynastie (Ramses II.)                                               | Scheich Abd el-Qurna | Grab |
| TT32     | Djehutimose                             | Oberster Haushofvorsteher des Amun | 19. Dynastie (Ramses II.)                                               | el-Chocha            | Grab |
| TT33     | Pedamenopet                             | Gottesdiener und 1. Vorleser | 26. Dynastie (Psammetich I.)                                            | al-Asasif            | Tempelgrab |
| TT34     | Montuemhat                              | Vierter Gottesdiener des Amun in Theben, Bürgermeister von Theben | 25./26. Dynastie (Taharqa, Psammetich I.)                               | al-Asasif            | Tempelgrab |
| TT35     | Bakenchons                              | Erster Gottesdiener des Amun | 19. Dynastie (Ramses II.)                                               | Dra Abu el-Naga      | Grab |
| TT36     | Ibi                                     | Oberster Haushofverwalter des Gottesanbeters | 26. Dynastie (Psammetich I.)                                            | al-Asasif            | Tempelgrab |
| TT37     | Harwa                                   | Oberster Haushofverwalter der Gottesgemahlin | 25. Dynastie                                                            | al-Asasif            | Tempelgrab |
| TT38     | Djeserkare-seneb                        | Kornzähler der Amunspeicher | 18. Dynastie (Thutmosis IV., Amenophis III.)                            | Scheich Abd el-Qurna | Grab |
| TT39     | Puimre                                  | Zweiter Priester des Amun | 18. Dynastie (Hatschepsut)                                              | el-Chocha            | Grab |
| TT40     | Amenhotep, genannt Huy                  | Vizekönig von Kusch, Vorsteher der Südländer | 18. Dynastie (Amenophis IV./Echnaton, Tutanchamun)                      | Qurnet Murrai        | Grab |
| TT41     | Amenemope, auch Amenemipet, genannt Ipy | Obervermögensverwalter des Amun in Theben | 19. Dynastie (Ramses I., Sethos I.?)                                    | Scheich Abd el-Qurna | Grab |
| TT42     | Amenmose                                | Oberst, Die beiden Augen des Königs in den beiden Ländern von Retjenu | 18. Dynastie (Thutmosis III., Amenophis II.)                            | Scheich Abd el-Qurna | Grab |
| TT43     | Neferrenpet                             | Küchenmeister des Herrn der Beiden Länder | 18. Dynastie (Amenophis II.?)                                           | Scheich Abd el-Qurna | Grab |
| TT44     | Amenemheb                               | Priester der Spitze des Amun | 19. oder 20. Dynastie                                                   | Scheich Abd el-Qurna | Grab |
| TT45     | Djehuti und Djehutiemheb                | Haushofvorsteher des ersten Gottesdieners des Amun, Meri; Chef der Leinenmacher(?) des Hauses des Amun | 18. Dynastie (Amenophis II.); 19. Dynastie (Ramses II.)                 | Scheich Abd el-Qurna | Grab, ursprünglich für Djehuti errichtet, später von Djehutiemheb usurpiert                                             |
| TT46     | Ramose                                  | Haushofvorsteher, Vorsteher der beiden Scheunen von Ober- und Unterägypten | 18. Dynastie (Amenophis III.?)                                          | Scheich Abd el-Qurna | Grab |
| TT47     | Userhet                                 | Vorsteher des königlichen Harems | 18. Dynastie (Amenophis III.)                                           | el-Chocha            | Grab |
| TT48     | Amenemhet, genannt Surer                | Oberster Haushofvorsteher | 18. Dynastie (Amenophis III.)                                           | el-Chocha            | Grab |
| TT49     | Neferhotep                              | Erster Schreiber des Amun | 18. Dynastie (Eje II.)                                                  | el-Chocha            | Grab |
| TT50     | Neferhotep                              | Wahrsager des Amun-Re | 18. Dynastie (Haremhab)                                                 | Scheich Abd el-Qurna | Grab |
| TT51     | Userhet                                 | Erster Gottesdiener des königlichen Ka von Thutmosis I. | 19. Dynastie (Sethos I.)                                                | Scheich Abd el-Qurna | Grab |
| TT52     | Nacht                                   | Beamter, Stundenpriester des Amun | 18. Dynastie (Thutmosis IV.)                                            | Scheich Abd el-Qurna | Grab |
| TT53     | Amenemhet                               | Tempelverwalter des Amun | 18. Dynastie (Thutmosis III.)                                           | Scheich Abd el-Qurna | Grab |
| TT54     | Huy und Kener                           | Bildhauer des Amun; Wab-Priester, Oberhaupt des Magazins des Chons | 18. Dynastie (Thutmosis IV., Amenophis III.); frühe 20. Dynastie        | Scheich Abd el-Qurna | Grab, ursprünglich für Huy erbaut, später von Kener usurpiert                                                           |
| TT55     | Ramose                                  | Wesir | 18. Dynastie (Amenophis III., Amenophis IV./Echnaton)                   | Scheich Abd el-Qurna | Grab |
| TT56     | Userhat                                 | Schreiber | 18. Dynastie (Thutmosis III., Amenophis II.)                            | Scheich Abd el-Qurna | Grab |
| TT57     | Chaemhet                                | Königlicher Schreiber, Vorsteher der beiden Scheunen von Ober- und Unterägypten | 18. Dynastie (Amenophis III.)                                           | Scheich Abd el-Qurna | Grab |
| TT58     | Name verloren, Amenhotep und Amenemipet | Titel verloren; Vorsteher der Gottesdiener des Amun; Tempelschreiber im Tempel des Ramses, geliebt wie Amun | 18. Dynastie (Amenophis III.); frühe 20. Dynastie                       | Scheich Abd el-Qurna | Grab, ursprünglich für einen unbekannten Besitzer errichtet, später von Amenhotep und nochmals von Amenemipet usurpiert |
| TT59     | Qen                                     | Erste Gottesdienerin der Mut, Herrin von Ascheru | frühe 18. Dynastie                                                      | Scheich Abd el-Qurna | Grab |
| TT60     | Antefiqer und Senet                     | Stadtvorsteher, Wesir und Hathorpriesterin | 12. Dynastie (Sesostris I.)                                             | Scheich Abd el-Qurna | Grab |
| TT61     | Amunuser (User)                         | Stadtvorsteher, Wesir | 18. Dynastie (Thutmosis III.)                                           | Scheich Abd el-Qurna | Grab |
| TT62     | Amenemwesechet                          | Vorsteher der Residenz | 18. Dynastie (Thutmosis III.?)                                          | Scheich Abd el-Qurna | Grab |
| TT63     | Sobekhotep                              | Präfekt des südlichen Sees und des Sobeksees | 18. Dynastie (Thutmosis IV.)                                            | Scheich Abd el-Qurna | Grab |
| TT64     | Hekaerneheh                             | Erzieher des Prinzen Amenophis | 18. Dynastie (Thutmosis IV.)                                            | Scheich Abd el-Qurna | Grab |
| TT65     | Nebamun und Imiseba                     | Vorsteher der Scheune; Chef der Tempelschreiber des Amun | 18. Dynastie (Hatschepsut?); 20. Dynastie (Ramses IX.)                  | Scheich Abd el-Qurna | Grab, ursprünglich für Nebamun erbaut, später von Imiseba usurpiert                                                     |
| TT66     | Hepu                                    | Wesir | 18. Dynastie (Thutmosis IV.)                                            | Scheich Abd el-Qurna | Grab |
| TT67     | Hepuseneb                               | Erster Gottesdiener des Amun | 18. Dynastie (Hatschepsut)                                              | Scheich Abd el-Qurna | Grab; Hepuseneb war der Bruder des Besitzers von Grab TT227                                                             |
| TT68     | [Per?]-enchnun und Nespaneferher        | Wab-Priester des Amun, Wab-Priester der Mut von Ascheru; Erster Gottesdiener des Amun, Chef der Tempelschreiber des Amun                                                                                            | 20. Dynastie; 21. Dynastie (Siamun)                                     | Scheich Abd el-Qurna | Grab, ursprünglich für [Per?]-enchnun erbaut, später von Nespaneferher usurpiert                                        |
| TT69     | Menna                                   | Feldvermesser „des Herrn der beiden Länder von Ober- und Unterägypten“ | 18. Dynastie (Thutmosis IV.?)                                           | Scheich Abd el-Qurna | Grab |
| TT70     | Name verloren und Amenmose              | Titel verloren; Vorsteher der Arbeiter in der Amun-Domäne | 21. Dynastie                                                            | Scheich Abd el-Qurna | Grab, ursprünglich für einen unbekannten Besitzer erbaut, später von Amenmose usurpiert                                 |
| TT71     | Senenmut                                | Haushofmeister, Beamter, Vermögensverwalter des Amun | 18. Dynastie (Amenophis I., Thutmosis I., Hatschepsut)                  | Scheich Abd el-Qurna | Grabkapelle; Senenmut ist auch der Besitzer von Grab TT353                                                              |
| TT72     | Re                                      | Erster Gottesdiener des Amun im Tempel Henket-anch | 18. Dynastie (Thutmosis III.)                                           | Scheich Abd el-Qurna | Grabkapelle |
| TT73     | Amenhotep                               | Oberster Haushofvorsteher | 18. Dynastie (Hatschepsut)                                              | Scheich Abd el-Qurna | Grab |
| TT74     | Tjanuni                                 | Königlicher Schreiber, General | 18. Dynastie (Thutmosis IV.)                                            | Scheich Abd el-Qurna | Grab |
| TT75     | Amenhotep Sise                          | Zweiter Gottesdiener des Amun | 18. Dynastie (Thutmosis IV.)                                            | Scheich Abd el-Qurna | Grab |
| TT76     | Tjenuna                                 | Wedelträger zur Rechten des Königs | 18. Dynastie (Thutmosis IV.)                                            | Scheich Abd el-Qurna | Grab |
| TT77     | Ptahemhet und Ray                       | Wedelträger des Herrn der Beiden Länder; Vorsteher der Bildhauer des Herrn der Beiden Länder | 18. Dynastie (Thutmosis IV.)                                            | Scheich Abd el-Qurna | Grab, ursprünglich für Ptahemhet erbaut, später von Ray usurpiert                                                       |
| TT78     | Haremhab                                | Königlicher Schreiber, Schreiber der Rekruten | 18. Dynastie (Thutmosis III., Amenophis III.)                           | Scheich Abd el-Qurna | Grab |
| TT79     | Mencheper                               | Vorsteher der beiden Scheunen des Herrn der Beiden Länder | 18. Dynastie (Thutmosis III., Amenophis III.)                           | Scheich Abd el-Qurna | Grab |
| TT80     | Thotnefer                               | Vorsteher des Schatzhauses, königlicher Schreiber | 18. Dynastie (Amenophis II.)                                            | Scheich Abd el-Qurna | Grab |
| TT81     | Ineni                                   | Scheunenvorsteher des Amun | 18. Dynastie (Amenophis I. bis Thutmosis III.)                          | Scheich Abd el-Qurna | Grab |
| TT82     | Amenemhet                               | Schreiber, Zähler des Getreides des Amun, Haushofvorsteher des Wesirs | 18. Dynastie (Thutmosis III.)                                           | Scheich Abd el-Qurna | Grab |
| TT83     | Aametju, genannt Ahmose                 | Bürgermeister, Wesir | 18. Dynastie (Thutmosis III.)                                           | Scheich Abd el-Qurna | Grab |
| TT84     | Iamunedjeh und Meri                     | Erster königlicher Herold; Erster Gottesdiener des Amun | 18. Dynastie (Thutmosis III., Amenophis II.)                            | Scheich Abd el-Qurna | Grab, ursprünglich nur für Iamunedjeh erbaut, später teilweise von Mery (auch Besitzer von TT95) usurpiert              |
| TT85     | Amenemheb                               | Leutnant der Armee | 18. Dynastie (Thutmosis III., Amenophis II.)                            | Scheich Abd el-Qurna | Grab |
| TT86     | Mencheperreseneb                        | Erster Gottesdiener des Amun | 18. Dynastie (Thutmosis III.)                                           | Scheich Abd el-Qurna | Grab |
| TT87     | Minnacht                                | Vorsteher der beiden Scheunen von Ober- und Unterägypten | 18. Dynastie (Thutmosis III.)                                           | Scheich Abd el-Qurna | Grab |
| TT88     | Pehsucher                               | Stellvertreter des Königs | 18. Dynastie (Thutmosis III., Amenophis II.)                            | Scheich Abd el-Qurna | Grab |
| TT89     | Amenmose                                | Haushofvorsteher in Theben | 18. Dynastie (Amenophis III.)                                           | Scheich Abd el-Qurna | Grab |
| TT90     | Nebamun                                 | Standartenträger (der heiligen Barke, genannt) „Geliebt von Amun“, Oberst der Wüstenpolizei im Westen von Theben | 18. Dynastie (Thutmosis IV., Amenophis III.)                            | Scheich Abd el-Qurna | Grab |
| TT91     | Name verloren                           | Oberst, Vorsteher der Pferde | 18. Dynastie (Thutmosis IV., Amenophis III.)                            | Scheich Abd el-Qurna | Grab |
| TT92     | Suemniut                                | Mundschenk des Königs | 18. Dynastie (Amenophis II.)                                            | Scheich Abd el-Qurna | Grab |
| TT93     | Kenamun                                 | Oberster Haushofvorsteher des Königs | 18. Dynastie (Amenophis II.)                                            | Scheich Abd el-Qurna | Grab |
| TT94     | Ramose, genannt Amy                     | Erster königlicher Herold, Wedelträger zur Rechten des Königs | 18. Dynastie (Amenophis II.?)                                           | Scheich Abd el-Qurna | Grab |
| TT95     | Meri                                    | Erster Gottesdiener (des Amun) | 18. Dynastie (Amenophis II.)                                            | Scheich Abd el-Qurna | Grab |
| TT96     | Sennefer                                | Bürgermeister von Theben | 18. Dynastie (Amenophis II.)                                            | Scheich Abd el-Qurna | Grab |
| TT97     | Amenemhet                               | Erster Gottesdiener (des Amun) | 18. Dynastie (Amenophis II.?)                                           | Scheich Abd el-Qurna | Grab |
| TT98     | Kaemheribsen                            | Dritter Gottesdiener des Amun | 18. Dynastie (Thutmosis III., Amenophis II.?)                           | Scheich Abd el-Qurna | Grab |
| TT99     | Sennefer                                | Schatzmeister | 18. Dynastie (Thutmosis III.)                                           | Scheich Abd el-Qurna | Grabanlage |
| TT100    | Rechmire                                | Wesir | 18. Dynastie (Thutmosis III., Amenophis II.)                            | Scheich Abd el-Qurna | Grabkapelle |
| TT101    | Tjener                                  | Mundschenk des Königs | 18. Dynastie (Amenophis II.)                                            | Scheich Abd el-Qurna | Grab |
| TT102    | Imhotep                                 | königlicher Schreiber, Kind des (königlichen) Kinderhortes Kap | 18. Dynastie (Amenophis III.)                                           | Scheich Abd el-Qurna | Grab |
| TT103    | Dagi                                    | Stadtvorsteher, Wesir | 11. Dynastie                                                            | Scheich Abd el-Qurna | Grab |
| TT104    | Thotnefer                               | Vorsteher des Schatzhauses, königlicher Schreiber | 18. Dynastie (Amenophis II.)                                            | Scheich Abd el-Qurna | Grab |
| TT105    | Chaemipet                               | Gottesdiener der Standarte des Amun | 19. Dynastie                                                            | Scheich Abd el-Qurna | Grab |
| TT106    | Paser                                   | Stadtvorsteher, Wesir der Stadt | 19. Dynastie (Sethos I., Ramses II.)                                    | Scheich Abd el-Qurna | Grab |
| TT107    | Nefersecheru                            | königlicher Schreiber, Haushofvorsteher des Hauses von Amenophis III., (genannt) „Re ist glänzend“ | 18. Dynastie (Amenophis III.)                                           | Scheich Abd el-Qurna | Grab |
| TT108    | Nebseny                                 | Erster Gottesdiener des Anhor | 18. Dynastie (Thutmosis IV.?)                                           | Scheich Abd el-Qurna | Grab |
| TT109    | Min                                     | Bürgermeister von Thinis | 18. Dynastie (Thutmosis III.)                                           | Scheich Abd el-Qurna | Grab |
| TT110    | Djehuti                                 | Mundschenk des Königs | 18. Dynastie (Hatschepsut, Thutmosis III.)                              | Scheich Abd el-Qurna | Grab |
| TT111    | Amunwahsu                               | Tempelschreiber in der Domäne des Amun | 19. Dynastie (Ramses II.)                                               | Scheich Abd el-Qurna | Grab |
| TT112    | Mencheperreseneb und Aascheftytemwaset  | Erster Priester des Amun; Gottesdiener des Amun Groß-an-Ausstrahlung | 18. Dynastie (Thutmosis III., Amenophis II.); 19./20. Dynastie          | Scheich Abd el-Qurna | Grab, ursprünglich für Mencheperreseneb erbaut und später von Aascheftytemwaset usurpiert                               |
| TT113    | Kynebu                                  | Wab-Priester über die Geheimnisse in der Domäne des Amun | 20. Dynastie (Ramses VIII.)                                             | Scheich Abd el-Qurna | Grab |
| TT114    | Name verloren                           | Chef der Goldschmiede in der Domäne des Amun | 20. Dynastie                                                            | Scheich Abd el-Qurna | Grab |
| TT115    | Name verloren                           | Titel verloren | 19. Dynastie                                                            | Scheich Abd el-Qurna | Grab, keine Texte vorhanden                                                                                             |
| TT116    | Name ausgelöscht                        | Erbfürst | 18. Dynastie (Thutmosis IV., Amenophis III.?)                           | Scheich Abd el-Qurna | Grab |
| TT117    | Name verloren und Djedmutiufanch        | Titel verloren; Vorzeichner vom Schatzhause, Hersteller von Götterbildern in der Domäne des Amun | 11. Dynastie; 21./22. Dynastie                                          | Scheich Abd el-Qurna | Grab, ursprünglich für einen unbekannten Besitzer erbaut und später von Djedmutiufanch usurpiert                        |
| TT118    | Amenmose                                | Wedelträger zur Rechten des Königs | 18. Dynastie (Amenophis III.?)                                          | Scheich Abd el-Qurna | Grab |
| TT119    | Name ausgelöscht                        | Titel ausgelöscht | 18. Dynastie (Hatschepsut, Thutmosis III.)                              | Scheich Abd el-Qurna | Grab |
| TT120    | Aanen                                   | Zweiter Gottesdiener des Amun | 18. Dynastie (Amenophis III.)                                           | Scheich Abd el-Qurna | Grab |
| TT121    | Ahmose                                  | Erster Vorlesepriester des Amun | 18. Dynastie (Thutmosis?)                                               | Scheich Abd el-Qurna | Grab |
| TT122    | [Amen]hotep und Amenemhet               | Vorsteher des Arbeitshauses des Amun; Vorsteher des Arbeitshauses des Amun | 18. Dynastie (Thutmosis III.)                                           | Scheich Abd el-Qurna | Grab des [Amen]hotep mit Grabkapellen des Amenemhet                                                                     |
| TT123    | Amenemhet                               | Schreiber, Vorsteher der Scheune des Amun, Zähler des Brotes | 18. Dynastie (Thutmosis III.)                                           | Scheich Abd el-Qurna | Grab |
| TT124    | Ray                                     | Vorsteher des Arbeitshauses des Herrn der Beiden Länder, Haushofvorsteher von Thutmosis I. | 18. Dynastie (Thutmosis I.)                                             | Scheich Abd el-Qurna | Grab |
| TT125    | Duaerneheh                              | Erster Herold, Vorsteher der Domäne des Amun | 18. Dynastie (Hatschepsut)                                              | Scheich Abd el-Qurna | Grab |
| TT126    | Hormose                                 | Oberbefehlshaber der Soldaten der Domäne des Amun | 26. Dynastie?                                                           | Scheich Abd el-Qurna | Grab |
| TT127    | Senemiah                                | Königlicher Schreiber, Schatzhausvorsteher | 18. Dynastie (Hatschepsut)                                              | Scheich Abd el-Qurna | Grab, in Ramessidischer Zeit (19./20. Dynastie) usurpiert                                                               |
| TT128    | Patjenef                                | Bürgermeister von Edfu und Theben | 26. Dynastie                                                            | Scheich Abd el-Qurna | Grab |
| TT129    | Name verloren                           | Titel verloren | 18. Dynastie (Thutmosis III. oder Thutmosis IV.)                        | Scheich Abd el-Qurna | Grab |
| TT130    | May                                     | Hafenvorsteher in Theben | 18. Dynastie (Thutmosis III.?)                                          | Scheich Abd el-Qurna | Grab |
| TT131    | Amenuser (User)                         | Stadtvorsteher, Wesir | 18. Dynastie (Thutmosis III.)                                           | Scheich Abd el-Qurna | Grab |
| TT132    | Ramose                                  | Großer königlicher Schreiber | 25. Dynastie (Taharqa)                                                  | Scheich Abd el-Qurna | Grab |
| TT133    | Neferrenpet                             | Oberster der Weber im Ramesseum in der Domäne des Amun im Westen von Theben | 19. Dynastie (Ramses II.)                                               | Scheich Abd el-Qurna | Grab |
| TT134    | Tjauenany                               | Gottesdiener des Amenophis, der auf dem See des Amun rudert | 19. Dynastie                                                            | Scheich Abd el-Qurna | Grab |
| TT135    | Bakenamun                               | Wab-Priester an der Vorderseite des Amun | 19. Dynastie                                                            | Scheich Abd el-Qurna | Grab |
| TT136    | Name verloren                           | Königlicher Schreiber, … des Herrn der Beiden Länder | 19. Dynastie                                                            | Scheich Abd el-Qurna | Grab |
| TT137    | Mose                                    | Oberster der Arbeiten des Herrn der Beiden Länder in jedem Denkmal des Amun | 19. Dynastie (Ramses II.)                                               | Scheich Abd el-Qurna | Grab |
| TT138    | Nedjemger                               | Vorsteher des Gartens im Ramesseum in der Domäne des Amun | 19. Dynastie (Ramses II.)                                               | Scheich Abd el-Qurna | Grab |
| TT139    | Pairi                                   | Wab-Priester an der Vorderseite (des Amun) | 18. Dynastie (Amenophis III.)                                           | Scheich Abd el-Qurna | Grab |
| TT140    | Neferrenpet, genannt Kefia (?)          | Goldschmied, Porträt-Bildhauer | 18. Dynastie (Thutmosis III. bis Amenophis II.)                         | Dra Abu el-Naga      | Grab |
| TT141    | Bakenchons                              | Wab-Priester des Amun | 19./20. Dynastie                                                        | Dra Abu el-Naga      | Grab |
| TT142    | Samut                                   | Vorsteher der Arbeiten des Amun-Re in Karnak | 18. Dynastie (Thutmosis III. bis Amenophis II.?)                        | Dra Abu el-Naga      | Grab |
| TT143    | Name verloren                           | Titel verloren | 18. Dynastie (Thutmosis III. bis Amenophis II.?)                        | Dra Abu el-Naga      | Grab |
| TT144    | Nu                                      | Oberster der Feldarbeiter | 18. Dynastie (Thutmosis III.)                                           | Dra Abu el-Naga      | Grab |
| TT145    | Nebamun                                 | Oberst | 18. Dynastie                                                            | Dra Abu el-Naga      | Grab |
| TT146    | Nebamun                                 | Vorsteher der Scheune des Amun, Schreiber, Zähler des Korns | 18. Dynastie (Thutmosis III.?)                                          | Dra Abu el-Naga      | Grab |
| TT147    | Name verloren                           | Oberster der Zeremonienmeister (?) des Amun in Karnak | 18. Dynastie (Thutmosis IV.)                                            | Dra Abu el-Naga      | Grab |
| TT148    | Amenemipet                              | Dritter Gottesdiener des Amun und Hohepriester der Mut | 20. Dynastie (Ramses III. bis Ramses V.)                                | Dra Abu el-Naga      | Grab |
| TT149    | Amenmose                                | Königlicher Schreiber am Speisetisch des Herrn der Beiden Länder, Vorsteher der Jäger des Amun | 19./20. Dynastie                                                        | Dra Abu el-Naga      | Grab |
| TT150    | Userhet                                 | Titel verloren | späte 18. Dynastie                                                      | Dra Abu el-Naga      | Grab |
| TT151    | Hety                                    | Schreiber, Zähler des Viehs der Gottesgemahlin des Amun, Haushofvorsteher der Gottesgemahlin | 18. Dynastie (Thutmosis IV.)                                            | Dra Abu el-Naga      | Grab |
| TT152    | Name verloren                           | Titel verloren | späte 18. Dynastie                                                      | Dra Abu el-Naga      | Grab, in Ramessidischer Zeit (19./20. Dynastie) vermutlich usurpiert                                                    |
| TT153    | Name verloren                           | Titel verloren | 19. Dynastie (Sethos I.)                                                | Dra Abu el-Naga      | Grab |
| TT154    | Tati                                    | Königlicher Mundschenk | 18. Dynastie (Thutmosis III.?)                                          | Dra Abu el-Naga      | Grab |
| TT155    | Antef                                   | Großer Herold des Königs | 18. Dynastie (Hatschepsut bis Thutmosis III.)                           | Dra Abu el-Naga      | Grab |
| TT156    | Pennesuttaui                            | Oberst, Vorsteher der Südländer | 19. Dynastie                                                            | Dra Abu el-Naga      | Grab |
| TT157    | Nebwenenef                              | Erster Gottesdiener des Amun | 19. Dynastie (Ramses II.)                                               | Dra Abu el-Naga      | Grab |
| TT158    | Tjanefer                                | Dritter Gottesdiener des Amun | 20. Dynastie (Ramses III.)                                              | Dra Abu el-Naga      | Grab |
| TT159    | Raya                                    | Vierter Gottesdiener des Amun | 19. Dynastie                                                            | Dra Abu el-Naga      | Grab |
| TT160    | Basenmut                                | Großer königlicher Schreiber | 26. Dynastie                                                            | Dra Abu el-Naga      | Grab |
| TT161    | Nacht                                   | Träger der Blumensträuße des Amun | 18. Dynastie (Amenophis III.)                                           | Dra Abu el-Naga      | Grab |
| TT162    | Qenamun                                 | Bürgermeister von Theben, Vorsteher der Scheune des Amun | 18. Dynastie                                                            | Dra Abu el-Naga      | Grab |
| TT163    | Amenemhet                               | Bürgermeister von Theben, Königlicher Schreiber | 19. Dynastie                                                            | Dra Abu el-Naga      | Grab |
| TT164    | Intef                                   | Rekrutenschreiber | 18. Dynastie (Thutmosis III.)                                           | Dra Abu el-Naga      | Grab |
| TT165    | Nehemaway                               | Goldschmied und Porträt-Bildhauer | 18. Dynastie (Thutmosis IV.?)                                           | Dra Abu el-Naga      | Grab |
| TT166    | Ramose                                  | Vorsteher der Arbeiten in Karnak, Vorsteher der Rinder | 19. Dynastie                                                            | Dra Abu el-Naga      | Grab |
| TT167    | Name verloren                           | Titel verloren | 18. Dynastie                                                            | Dra Abu el-Naga      | Grab |
| TT168    | Ani                                     | Gottesvater, Rein an Händen, Auserwählter Vorlesepriester des Herrn der Götter | 19. Dynastie                                                            | Dra Abu el-Naga      | Grab |
| TT169    | Senena                                  | Chef der Goldschmiede des Amun | 18. Dynastie (Amenophis II.)                                            | Dra Abu el-Naga      | Grab |
| TT170    | Nebmehyt                                | Rekrutenschreiber des Ramesseums in der Domäne des Amun | 18. Dynastie (Ramses II.)                                               | Scheich Abd el-Qurna | Grab |
| TT171    | Name verloren                           | Titel verloren | 18. Dynastie                                                            | Scheich Abd el-Qurna | Grab |
| TT172    | Mentuiyui                               | Wab-Priester des Königs, Kind des (königlichen) Kinderhortes Kap | 18. Dynastie (Thutmosis III. bis Amenophis II.?)                        | el-Chocha            | Grab |
| TT173    | Chay                                    | Schreiber des Gottesopfers von allen Göttern Thebens | 19. Dynastie                                                            | el-Chocha            | Grab |
| TT174    | Aschachet                               | Wab-Priester an der Vorderseite der Mut | 19. Dynastie                                                            | el-Chocha            | Grab |
| TT175    | Name verloren                           | Titel verloren | 18. Dynastie (Thutmosis IV.?)                                           | el-Chocha            | Grab |
| TT176    | Userhet                                 | Diener des Amun, rein an Händen | 18. Dynastie (Amenophis II. bis Thutmosis IV.)                          | el-Chocha            | Grab |
| TT177    | Amenemipet                              | Wab-Priester, Vorlesepriester, Schreiber der Wahrheit im Ramesseum in der Domäne des Amun | 19. Dynastie (Ramses II.?)                                              | el-Chocha            | Grab |
| TT178    | Neferrenpet, genannt Kener              | Schreiber des Schatzhauses in der Domäne des Amun-Re, König der Götter | 19. Dynastie (Ramses II.)                                               | el-Chocha            | Grab |
| TT179    | Nebamun                                 | Schreiber, Zähler des Korn in der Scheune der Gottesopfer des Amun | 18. Dynastie (Hatschepsut)                                              | el-Chocha            | Grab |
| TT180    | Name verloren                           | Titel verloren | 19. Dynastie                                                            | el-Chocha            | Grab |
| TT181    | Nebamun und Ipuki                       | Oberster Bildhauer des Herrn der Beiden Länder; Bildhauer des Herrn der Beiden Länder | 18. Dynastie (Amenophis III. bis Amenophis IV./Echnaton)                | el-Chocha            | Grab |
| TT182    | Amenemhet                               | Schreiber der …? | 18. Dynastie (Thutmosis III.)                                           | el-Chocha            | Grab |
| TT183    | Nebsumenu                               | Oberster Haushofvorsteher, Haushofvorsteher im Haus Ramses’ II. | 19. Dynastie (Ramses II.)                                               | el-Chocha            | Grab |
| TT184    | Nefermenu                               | Bürgermeister von Theben, königlicher Schreiber | 19. Dynastie (Ramses II.)                                               | el-Chocha            | Grab |
| TT185    | Seniqer                                 | Erbfürst, Gottessiegelbewahrer | Erste Zwischenzeit                                                      | el-Chocha            | Grab |
| TT186    | Ihi                                     | Großes Oberhaupt des Gaues | Erste Zwischenzeit                                                      | el-Chocha            | Grab |
| TT187    | Pachihet                                | Wab-Priester des Amun | 19. Dynastie                                                            | el-Chocha            | Grab |
| TT188    | Parennefer                              | Mundschenk des Königs, Rein an Händen, Haushofvorsteher | 18. Dynastie (Amenophis IV./Echnaton)                                   | al-Asasif            | Grab |
| TT189    | Nachtdjehuti                            | Vorsteher der Handwerker, Oberster Goldschmied in der Domäne des Amun | 19. Dynastie (Ramses II.)                                               | al-Asasif            | Grab |
| TT190    | Nesbanebdjed                            | Leibkammerdiener | 26. Dynastie                                                            | al-Asasif            | Grab, von Nesbanebdjed usurpiert                                                                                        |
| TT191    | Wahibre-Nebpehti                        | Gelobt und geliebt, Festleiter | 26. Dynastie (Psammetich I.)                                            | al-Asasif            | Grab |
| TT192    | Cheruef                                 | Haushofvorsteher der Großen königlichen Gemahlin Teje | 18. Dynastie (Amenophis III. bis Amenophis IV./Echnaton)                | al-Asasif            | Grab |
| TT193    | Ptahemheb                               | Siegelbeamter im Schatzhaus der Domäne des Amun | 19. Dynastie                                                            | al-Asasif            | Grab |
| TT194    | Djehutiemheb                            | Vorsteher der Feldbewohner der Domäne des Amun | 19. Dynastie                                                            | al-Asasif            | Grab |
| TT195    | Bakenamun                               | Schreiber des Schatzhauses der Domäne des Amun | 19. Dynastie                                                            | al-Asasif            | Grab |
| TT196    | Padihorresnet                           | Obervermögensverwalter der Gottesgemahlin des Amun, Haushofvorsteher des Amun | 26. Dynastie (Necho II.)                                                | al-Asasif            | Grab |
| TT197    | Padineith                               | Oberster Haushofvorsteher der Gottesgemahlin Anchenesneferibre | 26. Dynastie (Psammetich I.)                                            | al-Asasif            | Grab |
| TT198    | Riya                                    | Oberster des Magazins des Amun in Karnak | 19./20. Dynastie                                                        | el-Chocha            | Grab |
| TT199    | [Amen]irnofru                           | Vorsteher des Arbeitshauses | 18. Dynastie                                                            | el-Chocha            | Grab |
| TT200    | Dedi                                    | Gouverneur der westlichen Wüste | 18. Dynastie (Thutmosis III., Amenophis II.)                            | el-Chocha            | Grab |
| TT201    | Re                                      | Erster königlicher Herold | 18. Dynastie (Thutmosis IV., Amenophis III.)                            | el-Chocha            | Grab |
| TT202    | Nachtamun                               | Gottesdiener des Ptah, Herr von Theben, Wabpriester an der Vorderseite des Amun | 19. Dynastie?                                                           | el-Chocha            | Grab |
| TT203    | Wennefer                                | Gottesvater der Mut | 19. Dynastie                                                            | el-Chocha            | Grab |
| TT204    | Nebaensu                                | […] des Amun | 18. Dynastie                                                            | el-Chocha            | Grab |
| TT205    | Thutmosis                               | Königlicher Mundschenk | 18. Dynastie (Thutmosis III.?, Amenophis II.?)                          | el-Chocha            | Grab |
| TT206    | Inpuemhab                               | Schreiber an der Stätte der Wahrheit | 19. oder 20. Dynastie                                                   | el-Chocha            | Grab |
| TT207    | Haremhab                                | Schreiber der Gottesopfer des Amun | 19. oder 20. Dynastie                                                   | el-Chocha            | Grab |
| TT208    | Rama                                    | Gottesvater des Amun-Re | 19. oder 20. Dynastie                                                   | el-Chocha            | Grab |
| TT209    | Seremhatrechyt                          | Erbfürst, Einziger geliebter Freund | 26. Dynastie                                                            | al-Asasif            | Grab |
| TT210    | Raweben                                 | Diener an der Stätte der Wahrheit | 19. Dynastie                                                            | Deir el-Medina       | Grab |
| TT211    | Paneb                                   | Diener des Herrn der Beiden Länder an der Stätte der Wahrheit | 19. Dynastie                                                            | Deir el-Medina       | Grab |
| TT212    | Ramose                                  | Königlicher Schreiber an der Stätte der Wahrheit | 19. Dynastie (Ramses II.)                                               | Deir el-Medina       | Grab |
| TT213    | Penamun                                 | Diener des Herrn der Beiden Länder, Diener an der Stätte der Wahrheit | 20. Dynastie                                                            | Deir el-Medina       | Grab |
| TT214    | Chaui                                   | Wächter an der Stätte der Wahrheit | 19. oder 20. Dynastie                                                   | Deir el-Medina       | Grab |
| TT215    | Amenemope                               | Königlicher Schreiber an der Stätte der Wahrheit | 21. Dynastie                                                            | Deir el-Medina       | Grab |
| TT216    | Neferhotep                              | Chef der Arbeitertruppe | 19. Dynastie (Ramses II., Sethos II.)                                   | Deir el-Medina       | Grab |
| TT217    | Ipuy                                    | Bildhauer | 19. Dynastie (Ramses II.)                                               | Deir el-Medina       | Grab |
| TT218    | Amennacht                               | Diener an der Stätte der Wahrheit im Westen von Theben | 19. oder 20. Dynastie                                                   | Deir el-Medina       | Grab; Amennacht war der Vater von Nebenmaat (TT219) und evtl. von Chaemteri (TT 220)                                    |
| TT219    | Nebenmaat                               | Diener an der Stätte der Wahrheit im Westen von Theben | 19. oder 20. Dynastie                                                   | Deir el-Medina       | Grab; Nebenmaat war ein Sohn von Amennacht (TT218)                                                                      |
| TT220    | Chaemteri                               | Diener an der Stätte der Wahrheit | 19. oder 20. Dynastie                                                   | Deir el-Medina       | Grab; Chaemteri war evtl. ein Sohn von Amennacht (TT218)                                                                |
| TT221    | Hormin                                  | Schreiber der Soldaten im Palast des Königs im Westen von Theben | 19. oder 20. Dynastie                                                   | Qurnet Murrai        | Grab |
| TT222    | Turo (Hekamaatrenacht)                  | Hohepriester des Month | 20. Dynastie (Ramses III., Ramses IV.)                                  | Qurnet Murrai        | Grab |
| TT223    | Karachamun                              | Erbfürst | 26. Dynastie                                                            | al-Asasif            | Grab |
| TT224    | Ahmose, genannt Hemy                    | Vorsteher der Domäne der Gottesgemahlin, Vorsteher der Beiden Scheunen der Gottesgemahlin Ahmose Nefertari | 18. Dynastie (Hatschepsut oder Thutmosis III.)                          | Scheich Abd el-Qurna | Grab |
| TT225    | Name verloren                           | Erster Gottesdiener der Hathor | 18. Dynastie (Thutmosis III.?)                                          | Scheich Abd el-Qurna | Grab |
| TT226    | Name verloren                           | Schreiber des Königs, Vorsteher der königlicher Ammen | 18. Dynastie (Amenophis III.)                                           | Scheich Abd el-Qurna | Grab |
| TT227    | Name verloren                           | Titel verloren | 18. Dynastie (Thutmosis III.)                                           | Scheich Abd el-Qurna | Grab; der Besitzer war der Bruder von Hepuseneb (TT67)                                                                  |
| TT228    | Amenmose                                | Schreiber des Schatzhauses des Amun | 18. Dynastie                                                            | Scheich Abd el-Qurna | Grab |
| TT229    | Name verloren                           | Titel verloren | 18. Dynastie                                                            | Scheich Abd el-Qurna | Grab |
| TT230    | Men?                                    | Schreiber der Soldaten des Königs | 18. Dynastie                                                            | Scheich Abd el-Qurna | Grab |
| TT231    | Nebamun                                 | Schreiber und Zähler des Getreides des Amun in der Scheune der Gottesopfer | 18. Dynastie                                                            | Dra Abu el-Naga      | Grab |
| TT232    | Minmonth und Tjerwes                    | Hohepriester des Amun; Schreiber des Gottessiegels im Schatzhaus des Amun | 18. Dynastie; 20. Dynastie                                              | Dra Abu el-Naga      | Grab, ursprünglich nur für Minmonth erbaut, in der 20. Dynastie von Tjerwes usurpiert                                   |
| TT233    | Sary                                    | Königlicher Schreiber des Tisches des Herrn der Beiden Länder | 19. oder 20. Dynastie                                                   | Dra Abu el-Naga      | Grab |
| TT234    | Ry                                      | Bürgermeister | 18. Dynastie oder 19. Dynastie                                          | Dra Abu el-Naga      | Grab |
| TT235    | Userhet                                 | Erster Gottesdiener des Month, Herr von Theben | 20. Dynastie                                                            | Qurnet Murrai        | Grab |
| TT236    | Hornacht                                | Zweiter Gottesdiener des Amun, Vorsteher des Schatzhauses des Amun | 19. oder 20. Dynastie                                                   | Dra Abu el-Naga      | Grab |
| TT237    | Wennefer                                | Oberster Vorlesepriester | 19. oder 20. Dynastie                                                   | Dra Abu el-Naga      | Grab |
| TT238    | Neferweben                              | Königlicher Mundschenk, rein an Händen | 18. Dynastie                                                            | el-Chocha            | Grab |
| TT239    | Penhut                                  | Vorsteher aller nördlichen Länder | 18. Dynastie (Thutmosis IV., Amenophis III.?)                           | Dra Abu el-Naga      | Grab |
| TT240    | Meru                                    | Vorsteher der Siegler | 11. Dynastie (Mentuhotep II.)                                           | al-Asasif            | Grab |
| TT241    | Ahmose                                  | Schreiber des Gottesbuches, Kind des (königlichen) Kinderhortes Kap | 18. Dynastie (Thutmosis III.?)                                          | el-Chocha            | Grab |
| TT242    | Wahibre                                 | Vorsteher der … der Gottesanbeterin | 26. Dynastie                                                            | al-Asasif            | Grab |
| TT243    | Pamu                                    | Bürgermeister der Stadt (d. i. Theben), Bekannter des Königs | 26. Dynastie                                                            | al-Asasif            | Grab |
| TT244    | Pacharu                                 | Vorsteher der Handwerker | 19. oder 20. Dynastie                                                   | al-Asasif            | Grab |
| TT245    | Hori                                    | Schreiber, Haushofvorsteher der Königsgemahlin | 18. Dynastie                                                            | el-Chocha            | Grab |
| TT246    | Senenre                                 | Schreiber | 18. Dynastie                                                            | el-Chocha            | Grab |
| TT247    | Samut                                   | Schreiber und Zähler der Rinder des Amun | 18. Dynastie                                                            | el-Chocha            | Grab |
| TT248    | Thutmosis                               | Opferer des Thutmosis III. | 18. Dynastie                                                            | el-Chocha            | Grab |
| TT249    | Neferrenpet                             | Dattellieferant | 18. Dynastie (Thutmosis IV.?)                                           | Scheich Abd el-Qurna | Grab |
| TT250    | Ramose                                  | Titel verloren | 19. Dynastie (Ramses II.)                                               | Deir el-Medina       | Grab |
| TT251    | Amenmose                                | Königlicher Schreiber, Vorsteher der Rinder des Amun, Vorsteher des Arbeitshauses des Amun | 18. Dynastie (Thutmosis III.)                                           | Scheich Abd el-Qurna | Grab |
| TT252    | Senimen                                 | Haushofmeister, Lehrer der Gottesgemahlin | 18. Dynastie (Hatschepsut)                                              | Scheich Abd el-Qurna | Grab |
| TT253    | Chnummose                               | Schreiber und Zähler des Getreides in der Scheune des Amun und in der Scheune der Gottesopfer | 18. Dynastie (Amenophis III.?)                                          | el-Chocha            | Grab |
| TT254    | Mosi                                    | Schreiber des Schatzhauses, Wächter der Domäne der Teje in der Domäne des Amun | 18. Dynastie (Thutmosis III., Amenophis II.)                            | el-Chocha            | Grab |
| TT255    | Ry                                      | Königlicher Schreiber, Haushofmeister in der Domäne des Haremhab und des Amun | 18. Dynastie (Haremhab?)                                                | Dra Abu el-Naga      | Grab |
| TT256    | Nebenkemet                              | Erbfürst, Königlicher Siegelbewahrer, Augen des Königs von Oberägypten, Ohren des Königs von Unterägypten, Kind des (königlichen) Kinderhortes Kap                                                                  | 18. Dynastie (Amenophis II.)                                            | el-Chocha            | Grab |
| TT257    | Neferhotep und Mahu                     | Schreiber und Zähler des Getreides des Amun; Beamter im Ramesseum | 18. Dynastie (Thutmosis IV., Amenophis III.); 19. Dynastie (Ramses II.) | el-Chocha            | Grab; ursprünglich für Neferhotep errichtet, in der 19. Dynastie von Mahu usurpiert                                     |
| TT258    | Mencheper                               | Kind des (königlichen) Kinderhortes Kap, Königlicher Schreiber im Königlichen Geburtshaus | 18. Dynastie (Thutmosis IV.?)                                           | el-Chocha            | Grab |
| TT259    | Hori                                    | Wabpriester, Schreiber aller Denkmäler in der Domäne des Amun, Vorsteher der Zeichner im Goldhaus in der Domäne des Amun                                                                                            | 19. oder 20. Dynastie                                                   | Scheich Abd el-Qurna | Grab |
| TT260    | User                                    | Vorsteher des Ackerlandes des Amun | 18. Dynastie (Thutmosis III.)                                           | Dra Abu el-Naga      | Grabkapelle |
| TT261    | Chaemwaset                              | Wabpriester von Amenophis I. | 18. Dynastie (Thutmosis IV.)                                            | Dra Abu el-Naga      | Grabkapelle |
| TT262    | Name unbekannt                          | Vorsteher der Felder | 18. Dynastie (Thutmosis III.?)                                          | Dra Abu el-Naga      | Grab |
| TT263    | Piay                                    | Schreiber im Arbeitshaus im Ramesseum in der Domäne des Amun, Schreiber im Arbeitshaus des Amun vereinigt mit Theben                                                                                                | 19. Dynastie (Ramses II.)                                               | Scheich Abd el-Qurna | Grab |
| TT264    | Ipy                                     | Vorsteher der Stiere, Großer des Herrn der Beiden Länder | 19. Dynastie                                                            | el-Chocha            | Grab |
| TT265    | Amenophis (Amenemope)                   | Königlicher Schreiber, Schreiber an der Stätte der Wahrheit im Westen von Theben | 19. Dynastie                                                            | Deir el-Medina       | Grab |
| TT266    | Amennacht                               | Oberster Handwerker des Herrn der Beiden Länder an der Stätte der Wahrheit im Westen von Theben | 19. Dynastie                                                            | Deir el-Medina       | Grab |
| TT267    | Hay                                     | Vorsteher der Arbeiter an der Stätte der Wahrheit im Westen von Theben, Oberster Handwerker des Herrn der Beiden Länder im Haus der Ewigkeit                                                                        | 20. Dynastie                                                            | Deir el-Medina       | Grab |
| TT268    | Nebnacht                                | Diener an der Stätte der Wahrheit | 21. Dynastie                                                            | Deir el-Medina       | Grab |
| TT269    | Name unbekannt                          | Titel unbekannt | 19. oder 20. Dynastie                                                   | Scheich Abd el-Qurna | Grab |
| TT270    | Amenemwia                               | Wabpriester, Vorlesepriester des Ptah-Sokar | 21. Dynastie                                                            | Qurnet Murrai        | Grab |
| TT271    | Nay                                     | Chefarzt, Schreiber des Königs | 18. Dynastie (Eje II.)                                                  | Qurnet Murrai        | Grab |
| TT272    | Chaemipet                               | Gottesvater des Amun in Theben, Wabpriester, Gottesvater, Vorlesepriester im Tempel des Sokar, Opferträger des Ptah                                                                                                 | 19. oder 20. Dynastie                                                   | Qurnet Murrai        | Grab |
| TT273    | Sayemitef                               | Schreiber im Haus seines Herrn | 19. oder 20. Dynastie                                                   | Qurnet Murrai        | Grab |
| TT274    | Amenwahsu                               | Erster Gottesdiener des Month, Herr von at-Tod, Herr von Theben, Sempriester im Ramesseum in der Domäne des Amun | 19. oder 20. Dynastie                                                   | Qurnet Murrai        | Grab |
| TT275    | Sobekmose                               | Priester, Gottesvater im Tempel des Amenophis III. und im Tempel des Sokar | 19. oder 20. Dynastie                                                   | Qurnet Murrai        | Grab |
| TT276    | Amenemope                               | Erbfürst, Königlicher Siegelbewahrer, Einziger Freund, Vorsteher der Gold- und Silber-Schatzhäuser, Richter | 18. Dynastie (Thutmosis IV.?)                                           | Qurnet Murrai        | Grab |
| TT277    | Ameneminet                              | Wabpriester, Vorlesepriester, Gottesvater im Tempel des Sokar, Geheimnisbewahrer im Haus der Ewigkeit, Gottesvater im Tempel des Amenophis III.                                                                     | 19. oder 20. Dynastie                                                   | Qurnet Murrai        | Grab |
| TT278    | Amenemhab                               | Hirte des Amun-Re | 19. oder 20. Dynastie                                                   | Qurnet Murrai        | Grab |
| TT279    | Pabasa (Pabes)                          | Erbfürst, Königlicher Siegelbewahrer, Einziger geliebter Freund des Königs, Haushofmeister der Gottesmutter | 26. Dynastie (Psammetich I.)                                            | al-Asasif            | Grab |
| TT280    | Meketre                                 | Erbfürst, Haushofmeister in […], Kanzler | 11. Dynastie (Mentuhotep III.)                                          | Scheich Abd el-Qurna | Grab |
| TT281    | –                                       | – | 11. Dynastie (Mentuhotep III.)                                          | Deir el-Bahari       | Unvollendeter Tempel für Mentuhotep III.                                                                                |
| TT282    | Nacht                                   | Oberst, Vorsteher der südlichen Länder | 19. oder 20. Dynastie                                                   | Dra Abu el-Naga      | Grab |
| TT283    | Rema                                    | Erster Gottesdiener des Amun | 19. Dynastie (Ramses II. bis Sethos II.)                                | Dra Abu el-Naga      | Grab |
| TT284    | Pahemnetjer                             | Schreiber der Opfer für alle Götter | 19. oder 20. Dynastie                                                   | Dra Abu el-Naga      | Wiederverwendetes Grab                                                                                                  |
| TT285    | Iny                                     | Chef des Arbeitshauses der Mut | 19. oder 20. Dynastie                                                   | Dra Abu el-Naga      | Grab |
| TT286    | Niay                                    | Schreiber, Schreiber des Opfertisches | 19. oder 20. Dynastie                                                   | Dra Abu el-Naga      | Grab |
| TT287    | Pendua                                  | Wabpriester des Amun | 19. oder 20. Dynastie                                                   | Dra Abu el-Naga      | Grab |
| TT288    | Bakenchons                              | Titel unbekannt | 19. oder 20. Dynastie                                                   | Dra Abu el-Naga      | Grab |
| TT289    | Setau                                   | Königssohn von Kusch, Vorsteher der südlichen Länder, Haushofmeister, Vorsteher des Schatzhauses des Amun | 19. Dynastie (Ramses II.)                                               | Dra Abu el-Naga      | Grab |
| TT290    | Irynefer                                | Diener an der Stätte der Wahrheit im Westen | 19. oder 20. Dynastie                                                   | Deir el-Medina       | Grab |
| TT291    | Nu und Nachtmin                         | Diener am Großen Ort; Diener an der Stätte der Wahrheit | 18. Dynastie                                                            | Deir el-Medina       | Grab |
| TT292    | Paschedu                                | Diener an der Stätte der Wahrheit | 19. Dynastie (Sethos I., Ramses II.)                                    | Deir el-Medina       | Grab |
| TT293    | Ramsesnacht                             | Hohepriester des Amun | 20. Dynastie (Ramses IV. bis Ramses IX.)                                | Dra Abu el-Naga      | Grab |
| TT294    | Amenhotep und Rema                      | Scheunenvorsteher des Amun | 18. Dynastie (Hatschepsut, Thutmosis III.); 19. oder 20. Dynastie       | el-Chocha            | Grab, ursprünglich für Amenhotep erbaut, in der Ramessidenzeit von Rema usurpiert                                       |
| TT295    | Thutmosis, genannt Pary                 | Erbfürst, Einziger Freund, Königlicher Siegelbewahrer, Königlicher Schreiber der […], Geheimnisbewahrer der Truhe des Anubis, Sempriester im Gotteshaus, Geheimnisbewahrer des Gotteshauses, Schreiber, Balsamierer | 18. Dynastie (Thutmosis IV., Amenophis III.?)                           | el-Chocha            | Grab |
| TT296    | Nefersecheru                            | Schreiber der Gottesopfer aller Götter, Beamter im Schatzhaus des Herrn der Beiden Länder in der südlichen Stadt | 19. oder 20. Dynastie                                                   | el-Chocha            | Grab |
| TT297    | Amenemope, genannt Tjanefer             | Schreiber und Zähler des Getreides […] | 18. Dynastie                                                            | al-Asasif            | Grab |
| TT298    | Bak und Wennefer                        | Chef der Arbeitertruppe an der Stätte der Wahrheit; Diener des Herrn der Beiden Länder an der Stätte der Wahrheit im Westen von Theben                                                                              | 19. oder 20. Dynastie                                                   | Deir el-Medina       | Grab |
| TT299    | Inihercha                               | Chef der Arbeitertruppe des Herrn der Beiden Länder an der Stätte der Wahrheit im Westen von Theben, Diener an der Stätte der Wahrheit                                                                              | 20. Dynastie (Ramses III., Ramses IV.)                                  | Deir el-Medina       | Grab; Inihercha ist auch der Besitzer von Grab TT359                                                                    |
| TT300    | Anhotep                                 | Königssohn von Kusch, Vorsteher der südlichen Länder, Schreiber des Opfertisches des Herrn der Beiden Länder | 19. oder 20. Dynastie                                                   | Dra Abu el-Naga      | Grab |
| TT301    | Hori                                    | Schreiber des Opfertisches des Herrn der Beiden Länder in der Domäne des Amun | 19. oder 20. Dynastie                                                   | Dra Abu el-Naga      | Grab |
| TT302    | Paraemhab                               | Chef des Arbeitshauses des Amun | 19. oder 20. Dynastie                                                   | Dra Abu el-Naga      | Grab |
| TT303    | Paser                                   | Chef des Arbeitshauses [des Amun?], Dritter Gottesdiener des Amun | 19.–21. Dynastie                                                        | Dra Abu el-Naga      | Grab |
| TT304    | Piay                                    | Schreiber des Opfertisches des Amun, Schreiber des Opfertisches des Herrn der Beiden Länder | 19. oder 20. Dynastie                                                   | Dra Abu el-Naga      | Grab |
| TT305    | Paser                                   | Wabpriester an der Vorderseite des Amun, Schreiber der Gottesopfer des Amun | 19.–21. Dynastie                                                        | Dra Abu el-Naga      | Grab |
| TT306    | Irdjanen                                | Pförtner der Domäne des Amun | 19.–21. Dynastie                                                        | Dra Abu el-Naga      | Grab |
| TT307    | Tjanefer                                | Titel unbekannt | 20. oder 21. Dynastie                                                   | Dra Abu el-Naga      | Grab |
| TT308    | Kemsit                                  | Einziger Königsschmuck, Gottesdienerin der Hathor | 11. Dynastie (Mentuhotep II.)                                           | Deir el-Bahari       | Grab |
| TT309    | Name verloren                           | Titel verloren | 19.–21. Dynastie                                                        | Scheich Abd el-Qurna | Grab |
| TT310    | Name unbekannt                          | Erbfürst, Königlicher Siegelbewahrer, Einziger Freund | 11. Dynastie                                                            | Deir el-Bahari       | Grab |
| TT311    | Chety                                   | Königlicher Siegelbewahrer, Einziger Freund, Kanzler | 11. Dynastie (Mentuhotep II.)                                           | Deir el-Bahari       | Grab |
| TT312    | Nespakaschuti                           | Bürgermeister, Vorsteher von Oberägypten, Vorsteher der Stadt, Wesir | 26. Dynastie                                                            | Deir el-Bahari       | Grab |
| TT313    | Henenu                                  | Haushofmeister | 11. Dynastie (Mentuhotep II., Mentuhotep III.)                          | Deir el-Bahari       | Grab |
| TT314    | Horhotep                                | Königlicher Siegelbewahrer, Einziger Freund, Gefolgsmann | 11. Dynastie                                                            | Deir el-Bahari       | Grab |
| TT315    | Ipi                                     | Vorsteher der Stadt, Wesir, Richter | 11. Dynastie (Mentuhotep II.)                                           | Deir el-Bahari       | Grab |
| TT316    | Neferhotep                              | Bogenträger | 12. oder 13. Dynastie                                                   | Deir el-Bahari       | Grab |
| TT317    | Djehutinefer                            | Schreiber und Zähler des Getreides in der Scheune der Gottesopfer des Amun | 18. Dynastie (Thutmosis III.?)                                          | Scheich Abd el-Qurna | Grab |
| TT318    | Amenmose                                | Steinmetz des Amun | 20. Dynastie (Hatschepsut, Thutmosis III.)                              | Scheich Abd el-Qurna | Grab |
| TT319    | Neferu                                  | Königstochter, Königsgemahlin | 11. Dynastie (Mentuhotep II.)                                           | Deir el-Bahari       | Grab |
| TT320    | Pinudjem II.                            | Hohepriester des Amun | 21. Dynastie (Amenemope, Osochor, Siamun)                               | Deir el-Bahari       | Grab, wurde ab der 22. Dynastie als Mumiendepot genutzt „Cachette von Deir el-Bahari“                                   |
| TT321    | Chaemipet                               | Diener an der Stätte der Wahrheit | 19. oder 20. Dynastie                                                   | Deir el-Medina       | Grab |
| TT322    | Penmerenab                              | Diener an der Stätte der Wahrheit | 19. oder 20. Dynastie                                                   | Deir el-Medina       | Grab |
| TT323    | Paschedu                                | Vorzeichner des Amun an der Stätte der Wahrheit und im Tempel des Sokar | 19. Dynastie (Sethos I.)                                                | Deir el-Medina       | Grab |
| TT324    | Hatiay                                  | Vorsteher der Gottesdiener aller Götter, Oberster Gottesdiener des Sobek, Schreiber des Tempels des Month | 19. oder 20. Dynastie                                                   | Scheich Abd el-Qurna | Grab |
| TT325    | Senem?                                  | Titel unbekannt | 18. Dynastie                                                            | Deir el-Medina       | Grab; Name des Besitzers nur von Grabkegeln bekannt                                                                     |
| TT326    | Paschedu                                | Chef der Arbeitertruppe | 19. oder 20. Dynastie                                                   | Deir el-Medina       | Grab |
| TT327    | Terbay                                  | Diener an der Stätte der Wahrheit | 19. oder 20. Dynastie                                                   | Deir el-Medina       | Grab |
| TT328    | Hay                                     | Diener an der Stätte der Wahrheit | 20. Dynastie                                                            | Deir el-Medina       | Grab |
| TT329    | Mose                                    | Diener an der Stätte der Wahrheit | 19. oder 20. Dynastie                                                   | Deir el-Medina       | Grab |
| TT330    | Ker                                     | Diener an der Stätte der Wahrheit | 19. Dynastie                                                            | Deir el-Medina       | Grab |
| TT331    | Paniut                                  | Oberster Gottesdiener des Month | 19. oder 20. Dynastie                                                   | Scheich Abd el-Qurna | Grab |
| TT332    | Penrenutet                              | Chef der Wächter der Scheune des Amun | 19. oder 20. Dynastie                                                   | Dra Abu el-Naga      | Grab |
| TT333    | Name unbekannt                          | Titel unbekannt | 18. Dynastie (Amenophis III.?)                                          | Dra Abu el-Naga      | Grab |
| TT334    | Name unbekannt                          | Titel unbekannt | 18. Dynastie (Amenophis III.?)                                          | Dra Abu el-Naga      | Grab |
| TT335    | Nachtamun                               | Wabpriester des Amenophis (I.), Steinmetz des Amun, Diener an der Stätte der Wahrheit | 20. Dynastie                                                            | Deir el-Medina       | Grab |
| TT336    | Neferrenpet                             | Diener an der Stätte der Wahrheit | 21. Dynastie                                                            | Deir el-Medina       | Grab |
| TT337    | Ken und Eschons                         | Steinmetz an der Stätte der Wahrheit | 19. Dynastie (Ramses II.); 21. oder 22. Dynastie                        | Deir el-Medina       | Grab, ursprünglich für Ken erbaut, in der 21. oder 22. Dynastie von Eschons usurpiert                                   |
| TT338    | May                                     | Vorzeichner des Amun | späte 18. Dynastie                                                      | Deir el-Medina       | Grab |
| TT339    | Huy und Paschedu                        | Diener an der Stätte der Wahrheit; Diener an der Stätte der Wahrheit, Steinbrucharbeiter des Amun in Karnak | 19. Dynastie (Ramses II.)                                               | Deir el-Medina       | Grab |
| TT340    | Amenemhet                               | Diener an der Stätte der Wahrheit | frühe 18. Dynastie                                                      | Deir el-Medina       | Grab; Amenemhet war evtl. auch Besitzer von Grab TT354                                                                  |
| TT341    | Nachtamun                               | Chef des Altars im Ramesseum | 19. Dynastie (Ramses II.)                                               | Scheich Abd el-Qurna | Grab |
| TT342    | Thutmosis                               | Erbfürst, Königlicher Herold | 18. Dynastie (Thutmosis III.)                                           | Scheich Abd el-Qurna | Grab |
| TT343    | Benia                                   | Vorsteher aller Arbeiten, Kind des königlichen Kinderhortes Kap | frühe 18. Dynastie                                                      | Scheich Abd el-Qurna | Grab |
| TT344    | Piay                                    | Vorsteher der Herden des Amun-Re in der südlichen Stadt, Königlicher Schreiber der Herden des Amenophis I. | 19. oder 20. Dynastie                                                   | Dra Abu el-Naga      | Grab |
| TT345    | Amenophis                               | Wabpriester, ältester Königssohn des Thutmosis I. | 18. Dynastie (Thutmosis I.)                                             | Scheich Abd el-Qurna | Grab |
| TT346    | Penre und Amenophis                     | Chef der Wüstenpolizei, Vorsteher des Landes Syrien; Vorsteher der Frauen im königlichen Harem der Gottesdienerin Tentipet                                                                                          | 19. Dynastie (Ramses II.); 20. Dynastie (Ramses IV.)                    | Scheich Abd el-Qurna | Grab; wahrscheinlich ursprünglich für Penre erbaut und in der 20. Dynastie von Amenophis usurpiert                      |
| TT347    | Hori                                    | Schreiber des Gaues | 19. oder 20. Dynastie                                                   | Scheich Abd el-Qurna | Grab |
| TT348    | Name unbekannt und Naamutnacht          | Oberster Haushofmeister, Einziger Freund, Bürgermeister; Pförtner des Goldhauses des Amun | 18. Dynastie; 22. Dynastie                                              | Scheich Abd el-Qurna | Grab; ursprünglich für einen unbekannten Besitzer erbaut und in der 22. Dynastie von Naamutnacht usurpiert              |
| TT349    | Tjay                                    | Vorsteher der Geflügelställe | frühe 18. Dynastie                                                      | Scheich Abd el-Qurna | Grab |
| TT350    | …y                                      | Schreiber und Zähler des Brotes | 18. Dynastie                                                            | Scheich Abd el-Qurna | Grab |
| TT351    | Abau                                    | Schreiber der Pferde | 19. oder 20. Dynastie                                                   | Scheich Abd el-Qurna | Grab |
| TT352    | Name unbekannt                          | Vorsteher der Scheune des Amun | 19. oder 20. Dynastie                                                   | Scheich Abd el-Qurna | Grab |
| TT353    | Senenmut                                | Haushofmeister, Beamter, Vermögensverwalter des Amun | 18. Dynastie (Hatschepsut)                                              | Deir el-Bahari       | Grab; Senenmut ist auch der Besitzer der Grabkapelle TT71                                                               |
| TT354    | Name unbekannt                          | Titel unbekannt | frühe 18. Dynastie                                                      | Deir el-Medina       | Grab |
| TT355    | Amenpahapi                              | Diener an der Stätte der Wahrheit | 20. Dynastie                                                            | Deir el-Medina       | Grab |
| TT356    | Amenemwia                               | Diener an der Stätte der Wahrheit | 19. Dynastie                                                            | Deir el-Medina       | Grab |
| TT357    | Djehutihermeketef                       | Diener an der Stätte der Wahrheit | 19. Dynastie                                                            | Deir el-Medina       | Grab |
| TT358    | Ahmose Merytamun                        | Tochter von Thutmosis III., Gemahlin von Amenophis II. | 18. Dynastie (Amenophis II.)                                            | Deir el-Bahari       | Grab |
| TT359    | Inihercha                               | Chef der Arbeitertruppe des Herrn der Beiden Länder an der Stätte der Wahrheit im Westen von Theben, Diener an der Stätte der Wahrheit                                                                              | 20. Dynastie (Ramses III., Ramses IV.)                                  | Deir el-Medina       | Grab; Inihercha ist auch der Besitzer von Grab TT299                                                                    |
| TT360    | Kaha                                    | Chef der Arbeitertruppe an der Stätte der Wahrheit | 19. Dynastie (Ramses II.)                                               | Deir el-Medina       | Grab |
| TT361    | Huy                                     | Oberster Zimmermann an der Stätte der Wahrheit | 19. Dynastie (Sethos I.)                                                | Deir el-Medina       | Grab |
| TT362    | Paanemwaset                             | Wabpriester des Amun | späte 19. Dynastie                                                      | el-Chocha            | Grab |
| TT363    | Paraemhab                               | Vorsteher der Sänger des Amun | späte 19. Dynastie                                                      | el-Chocha            | Grab |
| TT364    | Amenemhab                               | Schreiber der Gottesopfer aller Götter von Theben, Schreiber der Scheune des Amun | 19. Dynastie                                                            | al-Asasif            | Grab |
| TT365    | Nefermenu                               | Vorsteher der Perückenmacher des Amun in Karnak, Schreiber des Schatzhauses des Amun | frühe 18. Dynastie (Thutmosis III.)                                     | el-Chocha            | Grab |
| TT366    | Djar                                    | Vorsteher des Arbeitslagers, Wächter des königlichen Harems | 11. Dynastie (Mentuhotep II.)                                           | al-Asasif            | Grab |
| TT367    | Paser                                   | Oberster Bogenschütze, Kind des königlichen Kinderhortes Kap, Freund des Königs | 18. Dynastie (Amenophis II.)                                            | Scheich Abd el-Qurna | Grab |
| TT368    | Amenophis Huy                           | Vorsteher der Bildhauer des Amun in der südlichen Stadt | späte 18. Dynastie                                                      | Scheich Abd el-Qurna | Grab |
| TT369    | Kaemwaset                               | Oberster Gottesdiener des Ptah, Dritter Gottesdiener des Amun | 19. Dynastie                                                            | el-Chocha            | Grab |
| TT370    | Name unbekannt                          | Königlicher Schreiber | 19. oder 20. Dynastie                                                   | el-Chocha            | Grab |
| TT371    | Name unbekannt                          | Titel unbekannt | 19. oder 20. Dynastie                                                   | el-Chocha            | Grab |
| TT372    | Abenchau                                | Vorsteher der Zimmerleute des Tempels von Medinet Habu | 20. Dynastie (Ramses III.)                                              | el-Chocha            | Grab |
| TT373    | Amenmessu                               | Schreiber des Altars des Herrn der Beiden Länder | 19. oder 20. Dynastie                                                   | el-Chocha            | Grab |
| TT374    | Amenemope                               | Schreiber des Schatzhauses im Ramesseum | 19. Dynastie                                                            | el-Chocha            | Grab |
| TT375    | Name unbekannt                          | Titel unbekannt | 19. oder 20. Dynastie                                                   | Dra Abu el-Naga      | Grab |
| TT376    | Name verloren                           | Titel unbekannt | 18. Dynastie                                                            | Dra Abu el-Naga      | Grab |
| TT377    | Name verloren                           | Titel unbekannt | 19. oder 20. Dynastie                                                   | Dra Abu el-Naga      | Grab |
| TT378    | Name unbekannt                          | Titel unbekannt | 19. Dynastie                                                            | Dra Abu el-Naga      | Grab |
| TT379    | Name verloren                           | Titel unbekannt | 19. oder 20. Dynastie                                                   | Dra Abu el-Naga      | Grab |
| TT380    | Anchefenrahorachti                      | Oberhaupt in Theben | Ptolemäerzeit                                                           | Qurnet Murrai        | Grab |
| TT381    | Name unbekannt                          | Bote des Königs in allen Ländern | 19. oder 20. Dynastie                                                   | Qurnet Murrai        | Grab |
| TT382    | Usermonth                               | Vorsteher des Viehs, Vorsteher des Schatzhauses, Oberster Gottesdiener des Month | 19. oder 20. Dynastie                                                   | Qurnet Murrai        | Grab |
| TT383    | Merimose                                | Vizekönig von Kusch, Sohn von Amenophis III. | 18. Dynastie (Amenophis III.)                                           | Qurnet Murrai        | Grab |
| TT384    | Nebmehyt                                | Priester des Amun im Ramesseum | 19. Dynastie                                                            | Scheich Abd el-Qurna | Grab |
| TT385    | Hunefer                                 | Bürgermeister der südlichen Stadt, Vorsteher der Scheune der Gottesopfer des Amun | 19. oder 20. Dynastie                                                   | Scheich Abd el-Qurna | Grab |
| TT386    | Antef                                   | Kanzler des Königs von Unterägypten, General | 19. Dynastie (Ramses II.)                                               | al-Asasif            | Grab |
| TT387    | Meryptah                                | Schreiber des Opfertisches des Herrn der Beiden Länder in Karnak | 26. Dynastie                                                            | al-Asasif            | Grab |
| TT388    | Name unbekannt                          | Titel unbekannt | 26. Dynastie                                                            | al-Asasif            | Grab |
| TT389    | Basa                                    | Kammerherr des Min, Bürgermeister der südlichen Stadt | 26. Dynastie                                                            | al-Asasif            | Grab |
| TT390    | Irtyru                                  | Schreiberin, Aufseherin der Gottesanbeterin Nitokris | 26. Dynastie (Psammetich I.)                                            | al-Asasif            | Grab |
| TT391    | Karabasaken                             | Gottesdiener des Chonsemwaset-Neferhotep, Vierter Gottesdiener des Amun, Bürgermeister von Theben | 25. Dynastie                                                            | Scheich Abd el-Qurna | Grab |
| TT392    | Name unbekannt                          | Titel unbekannt | 26. Dynastie?                                                           | el-Chocha            | usurpiertes Ramessidengrab                                                                                              |
| TT393    | Name unbekannt                          | Titel unbekannt | frühe 18. Dynastie                                                      | Dra Abu el-Naga      | Grab |
| TT394    | Name unbekannt                          | Titel unbekannt | 19. oder 20. Dynastie                                                   | Dra Abu el-Naga      | Grab |
| TT395    | Name verloren                           | Titel unbekannt | 19. oder 20. Dynastie                                                   | Dra Abu el-Naga      | Grab |
| TT396    | Name unbekannt                          | Titel unbekannt | 18. Dynastie                                                            | Dra Abu el-Naga      | Grab |
| TT397    | Nacht                                   | Wabpriester des Amun, Vorsteher des Magazins des Amun, Erster Königssohn des Amun | 18. Dynastie?                                                           | Scheich Abd el-Qurna | Grab |
| TT398    | Kamose, genannt Nentawaref              | Kind des königlichen Kinderhortes Kap | 18. Dynastie                                                            | Scheich Abd el-Qurna | Grab |
| TT399    | Name unbekannt                          | Titel unbekannt | 19. oder 20. Dynastie                                                   | Scheich Abd el-Qurna | Grab |
| TT400    | Name unbekannt                          | Titel unbekannt | 18. Dynastie (Thutmosis III.–Amenophis III.)                            | Scheich Abd el-Qurna | Grab |
| TT401    | Nebseny                                 | Vorsteher der Goldschmiede des Amun | 18. Dynastie?                                                           | Dra Abu el-Naga      | Grab |
| TT402    | Name unbekannt                          | Titel unbekannt | 18. Dynastie (Thutmosis IV., Amenophis III.)                            | Dra Abu el-Naga      | Grab |
| TT403    | Merymaat                                | Tempelschreiber, Haushofvorsteher | 19. oder 20. Dynastie                                                   | Scheich Abd el-Qurna | Grab |
| TT404    | Achamenrau                              | Oberster Haushofvorsteher der Gottesanbeterin | Spätzeit                                                                | al-Asasif            | Grab |
| TT405    | Chenti                                  | Nomarch | Erste Zwischenzeit                                                      | el-Chocha            | Grab |
| TT406    | Piay                                    | Schreiber der Opfertafel des Herrn der Beiden Länder | 19. oder 20. Dynastie                                                   | al-Asasif            | Grab |
| TT407    | Bintenduanetjer                         | Kammerdiener der Gottesanbeterin | 26. Dynastie                                                            | al-Asasif            | Grab |
| TT408    | Bakenamun                               | Oberster Diener in der Domäne des Amun | 19. oder 20. Dynastie                                                   | al-Asasif            | Grab |
| TT409    | Samut Kyky                              | Schreiber und Zähler des Viehs in der Domäne des Amun | 19. Dynastie (Ramses II.)                                               | al-Asasif            | Grab |
| TT410    | Mutirdis                                | Obergefolgsdame der Gottesgemahlin des Amun | 26. Dynastie (Psammetich I.)                                            | al-Asasif            | Grab |
| TT411    | Psammetich                              | | Spätzeit                                                                | al-Asasif            | Grab |
| TT412    | Qenamun                                 | Königlicher Schreiber | 18. Dynastie (Hatschepsut, Thutmosis III.)                              | el-Chocha            | Grab |
| TT413    | Unasanch                                | Nomarch, Vorsteher von Oberägypten | 5. Dynastie/6. Dynastie                                                 | el-Chocha            | Grab |
| TT414    | Anchhor                                 | Bürgermeister von Memphis, Oxyrhinchos und der Oase Bahariyya | Spätzeit                                                                | al-Asasif            | Grab |
| TT415    | Amenophis                               | Oberster Arzt | 19. oder 20. Dynastie                                                   | al-Asasif            | Grab |

### Gräber mit unbekannter Lage
In älteren Publikationen wurden einige Gräber beschrieben, ohne dass ihre genaue Position vermerkt wurde.
| Grab-Nr.         | Grabinhaber                 | Titel                                                                               | Datierung                                    | Lage/Nekropole       | Anmerkungen                   |
| ---------------- | --------------------------- | ----------------------------------------------------------------------------------- | -------------------------------------------- | -------------------- | ----------------------------- |
| A1               | Amenemhet                   | Ka-Priester                                                                         | 18. Dynastie                                 | Dra Abu el-Naga      |                               |
| A2               | Name unbekannt              | Titel unbekannt                                                                     | 18. Dynastie?                                | Dra Abu el-Naga      |                               |
| A3               | Ruru                        | Chef der Wüstenpolizei                                                              | Neues Reich                                  | Dra Abu el-Naga      |                               |
| A4               | Wensu                       | Schreiber der südlichen Stadt                                                       | 18. Dynastie                                 | Dra Abu el-Naga      |                               |
| A5               | Neferhotep                  | Scheunenvorsteher                                                                   | 18. Dynastie (Thutmosis III., Amenophis II.) | Dra Abu el-Naga      |                               |
| A6               | Thutnefer, genannt Seschu   | Vorsteher der Marschlande des Herrn der Beiden Länder                               | 18. Dynastie                                 | Dra Abu el-Naga      |                               |
| A7               | Amenhotep                   | Schreiber, Zähler […]                                                               | 18. Dynastie                                 | Dra Abu el-Naga      |                               |
| A8               | Amenemheb                   | Bürgermeister von Theben, Königlicher Schreiber, Scheunenvorsteher des Amun         | 18. Dynastie                                 | Dra Abu el-Naga      |                               |
| A9               | Name unbekannt              | Titel unbekannt                                                                     | 18. Dynastie (Amenophis II.)                 | Dra Abu el-Naga      |                               |
| A10              | Thutnefer                   | Königlicher Schreiber, Schatzhausvorsteher                                          | 18. Dynastie                                 | Dra Abu el-Naga      |                               |
| A11              | Chaemwaset (Amunchaemwaset) | Titel unbekannt                                                                     | Neues Reich                                  | Dra Abu el-Naga      |                               |
| A12              | Nebwenenef                  | Vorsteher der Marschland-Bewohner in der Domäne des Amun                            | Ramessidenzeit                               | Dra Abu el-Naga      |                               |
| A13              | Paimes                      | Siegler im Lagerhaus der Gaben                                                      | 18. Dynastie                                 | Dra Abu el-Naga      |                               |
| A14              | Name unbekannt              | Titel unbekannt                                                                     | Ramessidenzeit                               | Dra Abu el-Naga      |                               |
| A15              | Amenemheb                   | Oberster Torwächter der Domäne des Amun                                             | Ramessidenzeit                               | Dra Abu el-Naga      |                               |
| A16              | Thuthotep                   | Vorsteher der Domäne in Theben                                                      | Ramessidenzeit                               | Dra Abu el-Naga      |                               |
| A17              | Userhet                     | Oberster Kontrolleur in der Scheune der Domäne des Amun                             | Ramessidenzeit                               | Dra Abu el-Naga      |                               |
| A18              | Amenemipet                  | Gottesdiener des Amun, Sekretär, Vorsteher der Schreiber in der Domäne des Amun     | Ramessidenzeit                               | Dra Abu el-Naga      |                               |
| A19              | Amenhotep                   | Bürgermeister von Thinis                                                            | 18. Dynastie                                 | Dra Abu el-Naga      |                               |
| A20              | Nacht (Panacht)             | Scheunenvorsteher des Amun                                                          | 18. Dynastie (Ahmose)                        | Dra Abu el-Naga      |                               |
| A21              | Name unbekannt              | Titel unbekannt                                                                     | 18. Dynastie?                                | Dra Abu el-Naga      |                               |
| A22              | Neferhebef                  | Schreiber, Zähler des Getreides                                                     | 18. Dynastie                                 | Dra Abu el-Naga      |                               |
| A23              | Penaaschefyt                | Schatzhausvorsteher                                                                 | Ramessidenzeit                               | Dra Abu el-Naga      |                               |
| A24              | Simut                       | Zweiter Gottesdiener des Amun                                                       | 18. Dynastie                                 | Dra Abu el-Naga      |                               |
| A25              | Name unbekannt              | Titel unbekannt                                                                     | 18. Dynastie                                 | Dra Abu el-Naga      |                               |
| A26              | Name unbekannt              | Titel unbekannt                                                                     | Ramessidenzeit                               | Dra Abu el-Naga      |                               |
| A27              | Sai                         | Königlicher Schreiber des Altars                                                    | Neues Reich                                  | Dra Abu el-Naga      |                               |
| A28              | Nacht?                      |                                                                                     | Ramessidenzeit                               | Dra Abu el-Naga      |                               |
| B1               | Mehehy                      | Wab-Priester des Amun in Karnak                                                     | 20. Dynastie (Ramses III.)                   | el-Chocha            |                               |
| B2               | Amenneferu                  | Wab-Priester an der Vorderseite des Amun                                            | 18. Dynastie (Thutmosis III.)                | el-Chocha            |                               |
| B3               | Hauf                        | Oberster der Küche in der Domäne des Amun                                           | Spätzeit                                     | el-Chocha            |                               |
| B4               |                             |                                                                                     |                                              |                      | als TT41 identifiziert        |
| B5               |                             |                                                                                     |                                              |                      | als TT386 identifiziert       |
| C1               | Amenhotep                   | Vorsteher der Zimmerleute des Amun                                                  | 18. Dynastie (Amenophis III.)                | Scheich Abd el-Qurna |                               |
| C2               | Amenemhet                   | Beamter                                                                             | 18. Dynastie (Ahmose, Amenophis I.)          | Scheich Abd el-Qurna |                               |
| C3               | Amenhotep                   | Stellvertretender Schatzhausvorsteher                                               | 18. Dynastie?                                | Scheich Abd el-Qurna |                               |
| C4               | Merymaat                    | Wab-Priester der Maat                                                               | 18. Dynastie                                 | Scheich Abd el-Qurna | Das Grab wurde wiederentdeckt |
| C5               | Name unbekannt              | Titel unbekannt                                                                     | 18. Dynastie                                 | Scheich Abd el-Qurna |                               |
| C6               | Ipy                         | Vorsteher der Boote des Amun im Tempel Thutmosis’ IV.                               | 18. Dynastie (Thutmosis IV.)                 | Scheich Abd el-Qurna |                               |
| C7               | Hormose                     | Oberster Verwalter des Schatzhauses im Ramesseum                                    | 19. Dynastie (Ramses II.)                    | Scheich Abd el-Qurna |                               |
| C8               | Nacht                       | Vorsteher der Geflügelställe in der Domäne des Amun                                 | 18. Dynastie                                 | Scheich Abd el-Qurna |                               |
| C9               | Name unbekannt              | Titel unbekannt                                                                     | unbekannt                                    | Scheich Abd el-Qurna |                               |
| C10              | Penrenenu                   | Schreiber der Opfertafel                                                            | 18. Dynastie                                 | Scheich Abd el-Qurna |                               |
| C11              | Nebseny                     | Vorsteher der Goldschmiede des Amun                                                 | 18. Dynastie (Thutmosis III.?)               | Scheich Abd el-Qurna |                               |
| C12              | Meh                         | Vorsteher des Tores                                                                 | unbekannt                                    | Scheich Abd el-Qurna |                               |
| C13              | Name unbekannt              | Titel unbekannt                                                                     | unbekannt                                    | Scheich Abd el-Qurna |                               |
| C14              | Anchefenthot Neferibraseneb | Titel unbekannt                                                                     | Spätzeit                                     | Scheich Abd el-Qurna |                               |
| C15              | Name unbekannt              | Schatzhausvorsteher                                                                 | 18. Dynastie                                 | Scheich Abd el-Qurna |                               |
| D1               | Nehy                        | Vizekönig von Nubien, Vorsteher der südlichen Länder                                | 18. Dynastie (Thutmosis III.)                | Qurnet Murrai        |                               |
| D2               | Petersemsedu                | Titel unbekannt                                                                     | Neues Reich                                  | Qurnet Murrai        |                               |
| D3               | Meh                         | Vorsteher der Domäne […]                                                            | 18. Dynastie?                                | Qurnet Murrai        |                               |
| Grab des Nebamun | Nebamun                     | Schreiber und Getreideverwalter im Getreidespeicher der Göttlichen [Opfer des Amun] | 18. Dynastie (Thutmosis IV., Amenophis III.) | unbekannt            |                               |